# Hopedale (Illinois)
Hopedale ist ein Village im Tazewell County im Zentrum des US-amerikanischen Bundesstaates Illinois. Hopedale liegt 39 km südlich von Peoria im zentral gelegenen Teil von Illinois. Das U.S. Census Bureau hat bei der Volkszählung 2020 eine Einwohnerzahl von 830 ermittelt.

## Geographie
Hopedales geographische Koordinaten lauten 40° 25′ N, 89° 25′ W (40,422265, −89,417799). Hopedale liegt in einer stark durch die Landwirtschaft geprägten Gegend im Zentrum des Bundesstaates Illinois.
Nach den Angaben des United States Census Bureaus hat das Village eine Gesamtfläche von 1,3 km², die vollständig aus Land besteht. Die Bahnstrecke der Gulf, Mobile and Ohio Railroad durchschneidet die Gemarkung des Orts von Südwesten nach Nordosten, doch liegen die meisten Wohnhäuser nordwestlich davon. Entwässert wird das Gebiet durch den von Osten nach Westen fließenden Indian Creek, einem Nebenfluss des Mackinaw River. Die Illinois State Route 122 verläuft in West-Ost-Rechnung und bildet die nördliche Gemarkungsgrenze. Sie verbindet Hopedale westwärts mit der unweit gelegenen Anschlussstelle der Interstate 155 und in östlicher Richtung mit der Illinois State Route 9 nach Bloomington.

## Geschichte
Hopedale wurde im Jahre 1827 von Asron Orendorff gegründet. Orendorff wollte, dass der Ort Osceola heißt.
Jedoch existierten bereits einige Orte unter diesem Namen in Illinois und so gab man dem Ort den Namen der Hopedale Township, innerhalb der der Ort liegt. Am 12. August 1853 wurde das Postamt eingerichtet, 1872 wurde Hopedale als Village inkorporiert. Im Jahre 1868 bauten zwei Eisenbahnunternehmen die Bahnstrecke durch den Ort, welche heute noch in Benutzung ist.
1954 wurde in Hopedale ein medizinisches Zentrum gebaut. Es nimmt sowohl Operationen als auch Reha- und Betreuungsmaßnahmen vor.